# Sergei Jefimowitsch Donskoi

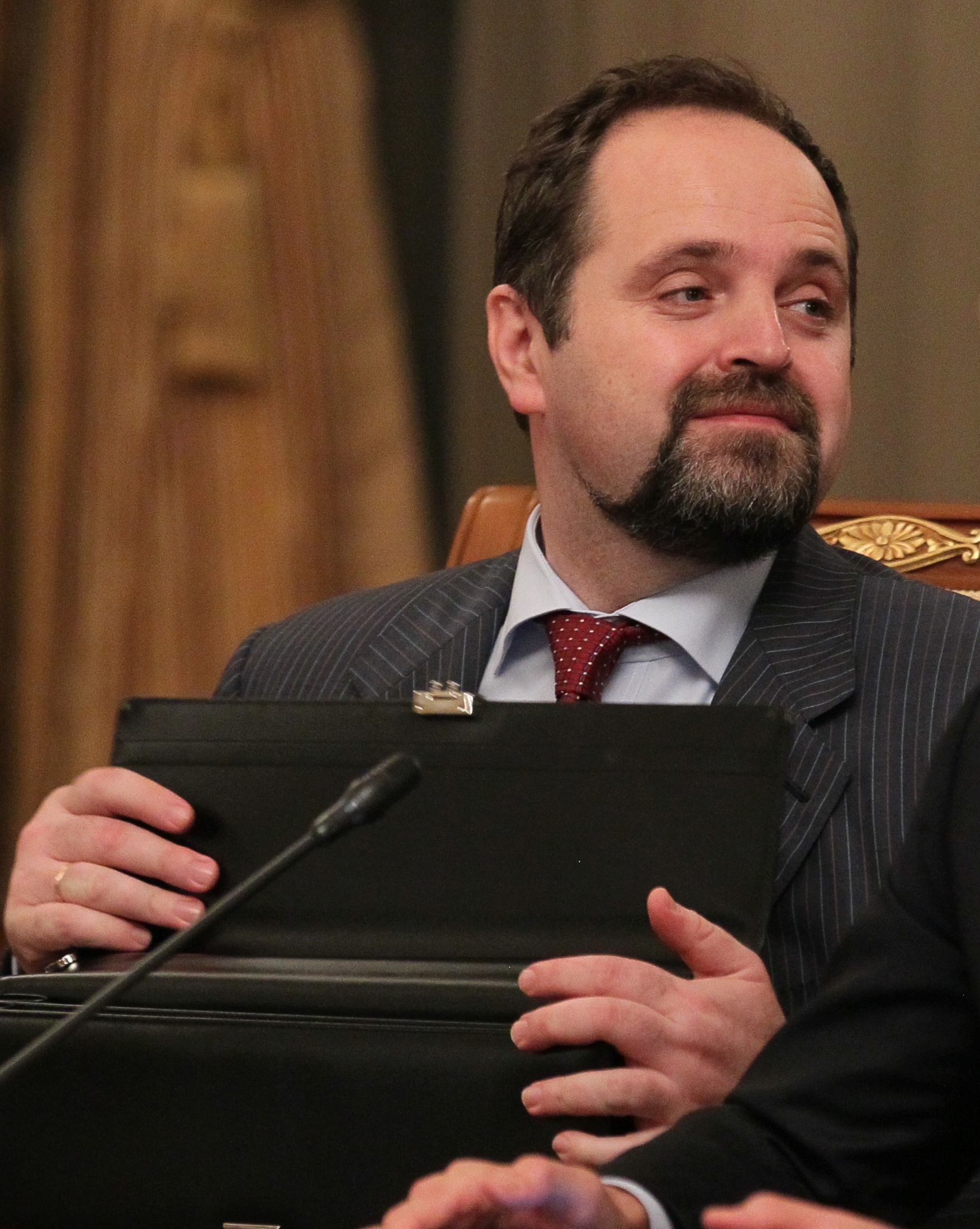
Sergei Donskoi, Juli 2012

Sergei Jefimowitsch Donskoi (russisch Сергей Ефимович Донской; * 13. Oktober 1968 in Elektrostal) ist ein russischer Politiker.

## Leben
Donskoi absolvierte 1992 die Gubkin-Universität für Erdöl und Gas. Von 1992 bis 1993 arbeitete in dem Ingenieurbüro Gaspriborawtomatika, das mikroelektronische Automatisierungssysteme entwickelte. Seiner Tätigkeit als Finanzmakler, Analyst und Leiter von Finanzabteilungen in unterschiedlichen Firmen von 1995 bis 1998 folgte eine Beschäftigung als Berater und später stellvertretender Leiter der Abteilung für Vorbereitung und Realisierung von Produktionsteilungsvorschlägen. Anschließend wurde er Leiter der Abteilung für Vorbereitung und Realisierung von PSAs im Ministerium für Brennstoffe und Energie der Russischen Föderation. Von 2000 bis 2001 arbeitete Donskoi in der Hauptverwaltung für Finanz- und Investitionsangelegenheiten und in der Hauptverwaltung für Konzernfinanzen und -investitionen des russischen Mineralölkonzerns LUKOIL. Von 2001 bis 2005 leitete er eine Abteilung des Mineralölkonzerns Sarubeschneft. Er setzte seine Karriere im russischen Umweltministerium von 2005 bis 2008 als Direktor der Abteilung für Ökonomie und Finanzen und ab 4. Juli 2008 als stellvertretender Umweltminister fort. Am 27. Juni 2011 wurde er von Wladimir Putin als Generaldirektor der staatlichen Aktiengesellschaft Rosgeologija eingesetzt.
Seit 21. Mai 2012 ist Donskoi Umweltminister im Kabinett der Regierung der Russischen Föderation von Dmitri Anatoljewitsch Medwedew.